# Phoradendron nudum
Phoradendron nudum är en sandelträdsväxtart som beskrevs av Kuijt. Phoradendron nudum ingår i släktet Phoradendron och familjen sandelträdsväxter. Inga underarter finns listade i Catalogue of Life.